# Насалевци
Насалевци е село в Западна България. То се намира в община Трън, област Перник.

## География
Село Насалевци се намира в планински район, на 92 км от София, близо до границата със Сърбия. Най-близкият град е Трън – на около 12 км. В съседство са разположени селата Главановци, Рани луг, Милославци, Зелениград, Стрезимировци, Джинчовци...
Селото е разположено в северозападната част на Знеполската котловина и по-точно в южното подножие на планината Щърби камик. Тя е естествено продължение на южните склонове на Руй планина.
В географско и етнографско отношение Насалевци принадлежи към Трънската покрайнина, която обхваща не само Знеполска та котловина, а и голяма част от Краище и Деликатен, който по силата на Ньойския договор остава в пределите на Югославия.

## История
В стари документи Насалевци е отбелязвано като: Населуфча (Населевци) в 1624 г.; Насалевци в 1878 г.
През време на турското владичество селото се числял към Знеполската каза, но в различни периоди тя е спадало Софийския и Нишкия сандъка.
Малкото село е разделено на фамилии: Глушини, Миджини, Савини, Самарджиени, Мракини, Маркови, Тодорови, Мутавини, Павлови, Станджини, Велини, Митини и др., като всяка фамилия се състои от няколко къщи.
През Втората световна война близо до селото се е разбил немски самолет. През Втората световна война населението на селото нараства десетократно заради бомбардировките над София.
По-късно около 70-те години на XX век жителите на селото събират средства и сами издигат паметник-извор на красивата мома Гергана в центъра на селото.
За селото са написани няколко книги: „Добро утро, Братино“ – за Стефан Рангелов от Н. Тодоров; „Биография: Жена ми“ от Митко Миджни. Тези книги разказват за любопитни истории и легенди от селото.

## Етнография
Земеделие, скотовъдство, овцевъдство, свинарство, говедовъдство, птицевъдство, пчеларство, лов, зеленчукови и овощни градини, дюлгерство, железарство, воденичарство, кираджийство-каруцарство.

## Празници
Празниците в Насалевци и други села по Знеполе обхващат почти 1/3 от всички дни на годината. След като местното население е прибрало вече реколтата от нивите и градините, вследствие на своя труд той се отдава на малка почивка през зимните месеци:
Миши ден /27 октомври /, Гмитровдън /26 октомври/, Ранджаловдън /8 ноември/, Мратинци-Мратинякът - лош дух /11,12,13.14,15 и 16 ноември/, Св. Никола /6 декември/, Игнатовдън /20 декември/, Бъди вечер /24 декември/, Нова година - Васул'ица /1 януари/, Водице (Йордановдън) /6 януари/, Бабиното /8 януари/, Антонов дън /18 януари/, Григоровдън /25 януари/, Трифоновдън /4 февруари/, Света Аралампия /10 февруари/, Сирене поклонение (Сирна неделя), Чист понеделник, Тодорица-Тодородън, Младенци (9 март), Благовести /25 март/, Лазаровдън-събота преди Връбница. Връбница, Великдън (голям христян ски празник в миналото), Джурджовдън /23 април/, Пророк Елисей /14 юни/, Видовдън /15 юни/, Света Троица, Еньовдън /24 юни/, Петровдън /29 юни/, Горешт'аци /15, 16 и 17 юли/, Илиндън /20 юли/, Росоманк'е, Кръштан'е, Женене, Умирачка, Светъц, Собор-събор, Седенка, Тлъка

## Религии
- православни християни

## Обществени институции
- Училище, кооперация, стопанство

В с. Насалевци има черква „Рождество Богородично“, изградена през 1859 г. Еднокорабна, византийски стил. Изградена на обществени начала с ктиторството на свещеник Хаджи Никодим Насалевски, архимандрит Микаел от Трън и чорбаджи Пия от село Ярловци. Според предания Иконостасът и иконите са дело на Захари Зограф от Самоков.
В църквата може би и до днес се съхраняват църковни книги, доставени от Русия през първата половина на XIX век, купувани или подарявани. С оригинална подвързия и в добро състояние:
- Октоих (книга с песнопения на осем гласа). Москва 1833 г. - в три екземпляра.
- Евангелие. Москва, 1824 г.
- Триод ("трипетник"). Москва, 1826 г. В три екземпляра.
- Минеш ("месецословие за цялата литургична година"), 12 книги. (В два комплекта х 12 книги!. Москва, 1831 г.
- Псалтир - сборник от Давидови песни. Москва, 1833 г. В 3 екземпляра.
- Часослов или наустница. Руско печатно издание, служил за учебник в Населевското килийно училище.
- Часослов. Белград. 1847 година.

Добри хора все пак полагат усилия, според възможностите си, храмът да бъде запазен. До самия черковен двор растат два многовековни дъба, които са обявени за забележителност и са гордост за селото. Единият дъб е отличен като „Дърво с корен 2016“ и представи България на Европейския конкурс за 2017 година.

## Културни и природни забележителности
- Местността Щърби Камик е скалисто природно явление, разположен между селата Рани Луг и Населевци в Рудина планина. Скалата се намира на границата между България и Сърбия, като по-голямата част е в българска територия.
- Местността Бързака в планината
- Местността Беловац в подножието на планината
- Пясъчни пирамиди в подножието на планината
- Възвишението Рид
- Местностите Одърица, Мали пут и Радавица
- Подидуб – гробище с няколко вековни дъба. Единият дъб е отличен като „Дърво с корен 2016“ и представи България на Европейския конкурс за 2017 година.
- Статуята на Гергана и извора
- Църква
- Изоставена гранична застава в подножието на Щърби камик, изградена и стопанисвана НРБ България до краят на XX в. и Р. България през XXI в. от БНА/МО/МВР изоставена през 90-те години на ХХ век и реконструирана в държавна психиатрия в началото на новото хилядолетие в днешни времена.

През XXI в. собствеността, грижата и отговорността е възложен на МО; МВР; ЕС и НАТО, които да стопанисват, управляват и обгрижват зачисленият им материално-духовен, движим и недвижим инвентар.
- Излязъл от употреба Бункер - скривалище ползван от МНО / МО и  МВР
- Изоставено ТКЗС
- Местността Крушовец

## Редовни събития
- Събор - Чества се на Успение на Пресвета Богородица, Успение Богородично.

## Личности
- Стефан Рангелов (1921-?), български строител, политик от БКП, два пъти герой на социалистическия труд